# São Pedro do Turvo (kommun)
São Pedro do Turvo är en kommun i Brasilien.   Den ligger i delstaten São Paulo, i den södra delen av landet, 800 km söder om huvudstaden Brasília. Antalet invånare är 7 208.
Följande samhällen finns i São Pedro do Turvo:
- São Pedro do Turvo

Trakten runt São Pedro do Turvo består i huvudsak av gräsmarker. Runt São Pedro do Turvo är det ganska glesbefolkat, med 28 invånare per kvadratkilometer.